# Фант
Фант (нем. Pfand — букв. залог) — предмет, который необходимо отдать, или задание, которое необходимо выполнить, в случае несоблюдения правил любой игры или шуточной договорённости. Также и игра, в которой участники выполняют шуточное задание, назначаемое по жребию.